# Motorcykel
En motorcykel – ofte forkortet mc – er et tohjulet køretøj drevet  af en motor. Hjulene er på linje, og ved høj fart holdes balancen ved en gyro-effekt fra disse – ved lavere fart holdes balancen ved kontinuerlige korrektioner af styret på samme måde som på en cykel. Motorcyklisten sidder overskrævs på en sadel med hænderne på styrehåndtag og fødderne på fodhvilere, som er fastgjort til stellet.
Motorcykler inddeles normalt i hovedkategorierne terræncykler (off-road), sportscykler, touringcykler og gadecykler. En pocketbike er en lille motorcykel.
Desuden er der følgende variationsmuligheder:
- Fodhvilerne kan være erstattet af en plade.
- Der kan monteres sidevogn, hvorved motorcyklen bliver trehjulet.
- Der findes trehjulede gadecykler (to baghjul).
- Der findes tre-, fire- eller flerhjulede terræncykler med brede hjul. Tidlige modeller havde kun ét forhjul, men havde en tendens til at rulle rundt. En egentlig motorcykel har dog højst tre hjul.

Motorcykler afgrænses fra knallerter ved motorens slagvolumen; en knallert har under 50 cm³ slagvolumen, mens en motorcykel har større motor. Slagvolumen angives ofte i cc (cubic centimeters) og indgår hyppigt i modellens betegnelse (fx Suzuki GSXR 750).

## Historie
I 1879 opfandt Giuseppe Murnigotti en dampdrevet motorcykel med en vandret liggende cylinder.
Inspirationen til de tidligste motorcykler, og måske den tidligste motorcykel, var designet og bygget af de tyske opfindere Gottlieb Daimler og Wilhelm Maybach i Cannstatt i Stuttgart i 1885. Det var verdens første petroleumsdrevne og – hvis der bortses fra et par støttehjul – en motoriseret cykel, selv om de kaldte opfindelsen Reitwagen ("ridevogn"). Deres hensigt var ikke at skabe en ny form for køretøj, men at bygge en vogn til motoren, som var fokus for deres anstrengelser.
I 1894 var Hildebrand & Wolfmüller som den første tilgængelig på markedet.
I motorcyklens tidlige historie var der mange producenter, idet cykelproducenter tilpassede deres design til den nye forbrændingsmotor. Efterhånden som motorerne blev kraftigere, og designet voksede væk fra cyklerne, faldt antallet af producenter.
I tiden op til 1. verdenskrig var Indian den største producent. Herefter indtog Harley-Davidson stillingen, indtil den i 1928 blev overtaget af DKW. Efter 2. verdenskrig, i 1951, blev BSA-gruppen verdens største producent af motorcykler, en stilling som holdt indtil 1955, hvor den blev overtaget af NSU. Fra 1970'erne og til dato har Honda haft den førende stilling. Fra 2. verdenskrig og frem til 1970'erne havde også britiske producenter en god markedsandel. Danmark var også producent af motorcykler indtil midt i 1960'erne, hvor Nilfisk endelig opgav produktionen af Nimbus-motorcyklen. Af de cirka 14.000 producerede, er omkring 4.000 Nimbusser fortsat kørende. Nimbus var i øvrigt den første serieproducerede motorcykel med teleskopaffjedret forgaffel. Af andre tidlige danske motorcykler kan nævnes Ellehammers motorcykel, Elleham.
I dag domineres branchen af de japanske producenter Honda, Kawasaki, Suzuki og Yamaha, mens Harley-Davidson stadig nyder stor popularitet i USA. De seneste år har vist en genblomstring af mange andre mærker som BMW, Triumph og Ducati. Nye mærker dukker også op, fx kinesiske Geely og østrigske KTM.

## Kultur
Frem til 1960'erne var motorcykler primært et økonomisk tilgængeligt transportmiddel. Herefter førte velstands- og prisudviklingen til, at biler blev en mulighed for næsten alle. Motorcyklen blev herefter en reel valgmulighed.

### Bander og modkulturer
Både i for- og nutid forbindes motorcykler verden over med subkulturer. Nogle af disse subkulturer har været løst forbundne, eksempelvis i motorcykelbanderne og rockerne fra 1960'erne. De fleste motorcykelorganisationer har lovlydige og fredelige medlemmer. Under 1 % af alle motorcyklister er medlemmer af bander.
I offentligheden sætter bander – og tidligere læderjakker – et kraftigt præg på opfattelsen af motorcyklister. Det formodes at være forbundet med en generel tendens til at kategorisere, generalisere og danne mønstre.
Ofte bruges udtrykket bikerkultur eller bikermiljø om den særlige livsstil, der er forbundet med at køre på motorcykel og være tilknyttet en motorcykelklub, ligesom motorcyklister, der dyrker denne livsstil, kaldes bikere. Ordet kommer fra engelsk biker og kendes på dansk i denne betydning fra 1989.

### Friheden og risikoelementet
Motorcykler forbindes ofte med frihed. Selv den mindste motorcykel kommer lettere og hurtigere frem i trafikken end den gennemsnitlige bil og opfattes af mange som et friere og sjovere transportmiddel. Føreren er også tættere i kontakt til naturen og omgivelserne. Lugte, vind og vejr opleves direkte, hvilket er en væsentlig del af frihedsoplevelsen. Det at køre motorcyklen kræver også aktiv indsats, hvilket yderligere bidrager til oplevelsen af frihed. Et sidste bidrag til frihedsopfattelsen leverer Hollywood gennem sine film.
Det, at den almindelige opfattelse er, at det er farligt at køre motorcykel (hvilket det også i et vist omfang er), er for en del af motorcyklisternes vedkommende medvirkende til at forme deres identitet som motorcyklister og bidrage til oplevelsen af frihed.

### Sammenhold og mærkeklaner
Som andre minoritetskulturer har motorcyklister udviklet et sammenhold. Der findes mange steder deciderede mc-barer, og i Danmark hilser motorcyklister på hinanden, når de mødes i trafikken. Ved den årlige åbning og lukning af Bakken kører motorcyklister fra hele landet i kortege fra Nørrebro i København til Bakken.
En del motorcyklister samles i lokale klubber tilsluttet landsforbund, hvor der arrangeres ture og vedligeholdelseskurser. Andre samles i deciderede mærke- eller modelklubber. Især er der stærkt sammenknyttede grupper omkring BMW, Enfield, Honda, Suzuki, Yamaha, Ducati, Motoguzzi, Ural Dnepr, MZ og Harley-Davidson .
Danmark er et af de lande i Europa der har flest motorcykelklubber pr. indbygger. Mange klubber afholder træf, klubaftener og fællesture , hvor motorcyklister kan mødes omkring deres fælles interesse for motorcykler.

## Teknik og opbygning
En typisk motorcykel består af et metalstel, hvor motoren, bagsvingeren og forgaflerne er fastgjort (med tilhørende hjul og affjedring). Dertil kommer al elektronikken, bremsesystemet, instrumenterne. Det hele pakkes ind i en mere eller mindre omfangsrig kåbe, typisk af plastic. Bemærk, at denne fremstilling præsenterer opbygningen af langt de fleste motorcykler. Der findes dog mange motorcykler, som er opbygget lidt anderledes. Særligt ved kåbe, forgaffel og bagsvinger har nogle fabrikanter været kreative.

### Motoren
I modsætning til en bil er motoren ofte meget synlig på en motorcykel. Dette bevirker blandt andet, at motorstøjen er tydeligere, fordi det er vanskeligt at afskærme motoren ordentligt. Motoren er en integreret enhed med kobling, gearkasse og forbrændingskammer og er ofte meget kompakt, fordi der ikke er så meget plads i stellet. Hele motorcyklen er designet i forhold til motoren, fordi motoren er den største og tungeste komponent. Denne er samtidig den afgørende forskel mellem de forskellige motorcykelmodeller – i modsætning til biler, kan man ikke vælge mellem forskellige motorstørrelser, når man kigger på en motorcykelmodel, eksempelvis har en Suzuki GSXR-750 en motor på 750 cm³ og fås ikke med andre motorer. En Suzuki GSXR-1300 er en helt anden maskine. Motorstørrelsen angives i kubikcentimeter (ccm eller bare "kubik" = milliliter) og indgår ofte i modellens navn. Eksempler herpå er Kawasaki ZZR 1400 (1.352 cm³ eller cirka 1,4 liter), Yamaha R6 (599 cm³) eller Ducati 848 (848 cm³). I forhold til deres størrelse er motorcykelmotorer meget kraftige enheder. Dette skyldes, at de ofte er tunet meget aggressivt fra fabrikken (mange motorer kan køre med over 10.000 omdrejninger i minuttet). De fleste motorcykelmotorer yder mellem 60 og 150 hestekræfter. Dette er tal, der er sammenlignelige med rigtig mange biler, til trods for af motorcykelmotorer er meget små.

### Forgaffel og bagsvinger
Forhjulets aksel er forbundet med forgaflerne, der igen er forbundet direkte til styret. Forgafler og styr er forbundet til motorcyklens stel via gaffelbroerne, der er forbundet til gaffelkronen (se hovedartikel). I forgaflerne er der integreret affjedring og støddæmpning. En uheldig egenskab ved motorcykler er, at affjedring og styretøj derfor er forbundet direkte med hinanden. Baghjulets aksel er forbundet til bagsvingeren, der er forbundet til stellet. Mellem stel og bagsvinger er der typisk en affjedringsenhed. Bagsvingeren er dermed hjulophænget for baghjulet.

### Kåben
Kåben er (typisk) en plasticenhed der bruges til at pakke motorcyklen ind så den fremstår som en enhed. Kåbens opgave er at gøre maskinen mere aerodynamisk og give den et karakteristisk udseende. Nogle maskiner har en meget lille, begrænset kåbe for at gøre motoren mere synlig og dermed få maskinen til at fremstå mere aggressiv. Racermaskiner har en meget omfattende kåbe der (komisk nok) giver dem et aggressivt udseende, men vigtigst gør dem mere aerodynamiske. Touringmaskiner har typisk den største kåbe, der har til formål at beskytte motorcyklisten mod vind og vejr. Vindskærmen (motorcyklens "forrude") hører også til kåben og består ofte af plexiglas.

## Sikkerhed
Motorcykler har en forhøjet uheldsfrekvens i forhold til biler, både hvad angår personskader og dødsfald pr. køretøj. Tages kørte personkilometer i betragtning, bliver forholdet endnu mere markant. Forskellen kan forklares ved såvel en mere risikopræget kultur (se kulturafsnittet) blandt motorcyklister som motorcyklers mindre synlighed og ringere beskyttelse. Også bilisters mangel på køretekniske færdigheder og især manglende overholdelse af vigepligtsregler spiller en stor rolle, der vil kunne reduceres ved at gøre kørekurser obligatoriske for bilister.
Motorcyklisternes egne fejl tegner sig for 37 % af mc-uheldene. 50% af uheldene skyldes bilister. Ifølge studiet er alkohol som uheldsårsag underrepræsenteret hos motorcyklister, og tegner sig for under 5 %. Under 1 % af uheldene skyldes tekniske fejl på motorcyklerne. Vejens beskaffenhed og vedligeholdelse tegner sig for 3,6 %. Vejrligets indflydelse tilskrives cirka 7 % af uheldene.
Relativt flere uheld med både biler og motorcykler involveret tyder på, at bilister overser motorcykler. De to væsentligste forklaringer på dette er:
- Motorcyklers synlighed i trafikken forbedres ved anvendelse af kørelys, hvilket derfor er lovpligtigt i mange lande, herunder også i Danmark. Ikke desto mindre overses motorcykler ofte, især når de bevæger sig i en ret linje mod en bil, idet motorcyklen da ikke ses at bevæge sig i bilførerens synsfelt. Hvis bilisterne overholder vigepligtsregler, orienterer sig fornødent og efterlever færdselslovens §2 om at vise hensyn, kan antallet af motorcykelulykker, hvor biler er indblandet, reduceres kraftigt. Synligheden – dog især set fra siden/bagfra – kan muligvis forbedres yderligere med orange refleksveste; effekten heraf er dog slet ikke påvist, da Kawasakis traditionelle lime-grønne farve ikke ses at give fordele samt at motorcykler med kåbe alligevel dækker for det meste af en evt. vests farve.
- Bilister er ikke vant til at holde øje med motorcykler, hvorfor tilstedeværelsen af disse – selv om de bliver set – ikke automatisk registreres i bilisternes bevidsthed. Netop dette fænomen (man ser ikke, hvad man ikke kigger efter) bidrager til opfattelsen af, at motorcykler kører voldsomt hurtigt – idet de jo må have tilbagelagt en meget lang strækning på ganske kort tid, hvis bilisten ikke bevidst registrerer dem før de suser forbi ganske tæt på, eller i værste fald holder inde i bilens kabine.

Der er i motorcyklistkredse stor opmærksomhed på, at det at køre motorcykel potentielt kan slå motorcyklisten ihjel ved uheld. Dette udmønter sig i, at der ofte debatteres sikkerhedsudstyr og køreteknik blandt motorcyklister. Desuden afholdes der hver år talrige kurser og såkaldte banedage, hvor motorcyklisterne med instruktører kan øve sig i opbremsninger, undvigemanøvrer og svingteknik. Kurserne er populære, og derfor ofte overtegnede på ganske kort tid. 
Der køres i Danmark ikke kampagner i forårsmånederne, der advarer om, at motorcyklisterne nu atter er på vejene, og at bilisterne skal øge opmærksomheden efter en vinter uden motorcykler. Sådanne kampagner vil sandsynligvis have en væsentlig effekt på uheldsfrekvensen. Det skal dog påpeges, at Rådet for sikker trafik vurderer, at en sådan kampagne ikke har en effekt.
Konsekvenserne af uheld mindskes ved anvendelse af sikkerhedsudstyr. Væsentligst er det, at hjelm bæres hele tiden. Hjelmen kan have visir, som hindrer, at regn, insekter og andre fremmedlegemer rammer førerens ansigt og øjne under kørslen. Læder eller andet slidstærkt tøj og handsker yder god beskyttelse mod hudafskrabninger ved styrt, og forstærkninger i albuer og eventuelt knæ kan begrænse mængden af brudskader. Nogle jakker har også indlagt beskyttelse af rygsøjlen. Støvler til hindring af ankelbrud anvendes især ved sportskørsel.
En vindtæt og varm påklædning begrænser koncentrationssvigt som følge af udmattelse, og yder derved et væsentligt bidrag til sikkerheden.

## Motorcyklen i trafikken
I trafikken skiller motorcyklen sig ud på nogle punkter. Den største forskel er utvivlsomt en motorcykels evne til at accelerere. På grund af den lave vægt og oftest meget omdrejningsvillige motor, har motorcykler et enormt kraft/vægt-forhold, hvilket er ideelt for acceleration. I trafikken giver det nogle fordele, fx kan overhalinger gennemføres meget hurtigt – til tider er det dog også et risikoelement, idet nogle større maskinernes acceleration kan være så voldsom at en uerfaren fører kan miste herredømmet over maskinen hvis han/hun vrider for hårdt på gashåndtaget (giver for meget gas). Der ses bort fra den typiske holdning om at motorcyklernes accelerationsevne kan friste føreren til at køre mere aggressivt.
Derudover er en motorcyklist en blød trafikant, dvs. meget følsom over for kollisioner. Samtidig skal en motorcykel være i konstant balance fordi den ellers vil vælte – hvilket kan betyde at selv meget små påvirkninger ved lav fart kan medføre et uheld. Ved højere fart (>30 km/t) vil gyroeffekten i hjulene sætte ind og gøre maskinen mere retningsstabil, selv ved moderate påvirkninger som f.eks. påkørsel af små dyr.
I trafikken har en motorcyklist typisk en længere bremselængde end biler, omend der er mange faktorer der spiller ind. Selvom en motorcykel vejer meget mindre end en bil, har denne samtidig et meget lille dækareal (langt under det halve). Samtidig kræver en optimal nedbremsning meget teknik, da motorcyklisten løbende skal variere bremsetrykket til forbremsen og bagbremsen. Samtidig skal en motorcyklist være meget påpasselig med ikke at blokere forhjulet, da der da vil opstå en risiko for at maskinen vælter. Dels fordi forenden af maskinen vil skride ud, dels fordi gyroeffekten der opretholder stabiliteten, pludselig forsvinder. Denne risiko for forhjulsblokering gør uerfarne motorcyklister bange for at bremse kraftigt og kan medføre lange bremselængder. Mange moderne motorcykler kan i dag fås med ABS, der mindsker denne risiko markant, men ABS er langt fra lige så udbredt blandt motorcykler som blandt biler.
At en motorcykel kun har to hjul og kan vælte, gør at motorcyklen er mere følsom over for kvaliteten af vejen den kører på. Små huller i vejene påvirker en motorcykel mere end en bil og der skal meget få urenheder (grus, våde blade, oliespild) til før motorcyklisten kan risikere at styrte. Små ujævnheder (fx en fordybning i vejen på 2-3 centimeter) kan være meget ubehagelige for en motorcyklist, og ligeledes kan motorcykler let komme til at bremse over kloakdæksler, der i vådt føre er meget glatte. De hvide vejstriber på vejene er ligeledes meget glatte (i vådt føre) for en motorcykel, mens en bil med sine fire hjul højst får problemer med et eller to af sine hjul. Motorcykler har ligeledes besværligheder ved at køre på grusveje og sne på vejene er ligeledes meget vanskellige forhindrer for en motorcyklist. Ligeledes for biler er motorcykler meget følsomme over for pletvis glatte veje – men hvor en bil typisk skrider ud når vejen bliver meget glat, vil en motorcykel vælte.
En motorcykel er meget mindre end en bil, rent fysisk. Dette kan give en motorcyklist meget stor fleksibilitet i bytrafik. F.eks. kræves der meget lidt plads til at lave U-vendinger, en motorcykel kan principielt komme frem til de samme steder som en cykel og desuden kan motorcykler praktisk talt parkere overalt. Reglerne for parkering af motorcykler er ikke klart definerede, og varierer fra kommune til kommune. Desuden har motorcykler heller ikke parkeringsskiver. I praksis kan en motorcyklist ofte parkere hvor han/hun vil uden at risikere en parkeringsbøde, med undtagelse af tydelige lovbrud: F.eks. ved blokering af brandhaner, fodgængerfelter eller anden hensynsløs henstillen. Det er værd at bemærke at en motorcykel i den forbindelse ikke belaster bytrafikken på samme måde som en bil. En motorcyklist skal bruge meget lidt plads til at finde en parkeringsplads, en motorcykel fylder lidt og behøver ikke megen plads når den skal tilbage i trafikken. Til sammenligning skal en bil bruge megen plads til at holde, skal lede længe efter en parkeringsplads (derved belaste trafikken unødigt) og den skal bruge meget plads når den skal væk igen. En tommelfingerregel er at en bil skal have omkring 20 m² til rådighed til en parkering. Som konsekvens af motorcyklens lille belastning af en bys vej-, og parkeringskapacitet, er motorcykler i nogle lande fritaget for roadpricing i storbyer.
At en motorcykel er fysisk lille gør det desuden muligt for motorcyklister at køre imellem to vognbaner ved en trafikprop. Dvs. på en tosporet vej, kan motorcyklen køre omkring midterstriben og derved komme frem selvom den øvrige trafik er gået i stå. Denne fremgangsmåde er imidlertid meget  kontroversiel blandt motorcyklister. I henhold til færdselsreglerne er det tilladt at overhale en bil i samme vognbane (den højre), men det er ikke tilladt at overhale en bil indenom (dvs. bilerne i venstre vognbane). Dvs. at man skal holde sig på den højre side af midterstriben, og samtidig have omkring 30-50 centimeter til bilen i samme/højre vognbane. Teoretisk kan det lade sig gøre, i praksis vil det næppe være lovligt, da dette vil kræve at alle bilerne holder helt til højre i højre vognbane (det skal bilerne i henhold til færdselsloven, men i praksis er det ikke tilfældet). Den generelle holdning i motorcykelkredse er at politiet ignorerer midterbanekørsel, så længe det foregår ved forsvarlige hastigheder (<20 km/t) og ikke er alt for groft eller hensynsløst. Mange motorcyklister er modstandere af denne praksis.

## Sygdomme
At køre motorcykel har forskellige medicinske konsekvenser. Således tyder undersøgelser på, at mænd i udpræget grad bliver impotente af at køre på motorcykel. Japanske forskere har i en forundersøgelse bekræftet mistanken gennem en test af 234 motorcyklister, der alle kørte cirka tre timer hver weekend. Tilsyneladende er det især rystelserne, der bevirker et skadeligt tryk på nervesystemet i skridtet og dermed risiko for impotens. Jo flere rystelser desto større risiko. Forskerne henviser især til problemer ved kørsel på store luftkølede og ubalancerede tocylindrede maskiner. Andre sygdomme kan være følelsesløse hænder – der kan føre til permanent "sovende" hænder, hvis udsat for rystelser gentagne gange. Også høreskader er et jævnligt forekommende problem, idet vindstøjen i de fleste hjelme er betydelig – ofte omkring 100 dB, (afhængig af hastigheden) – men kan dog afhjælpes ved anvendelse af høreværn.